# 凤唳九天
《凤唳九天》（英語：Renascence），2020年中国大陆架空古裝剧，根据晓云同名畅销小说改编。由陈哲远、李墨之、张峻宁、程砚萩、晏紫东、张璇、宗峰岩领衔主演，芒果TV于2020年首播。於2020年9月22日在爱奇艺和芒果TV首播

## 播出时间
| 频道   | 所在地 | 播出日期      | 播出时间                 | 备注          |
| ------ | ------ | ------------- | ------------------------ | ------------- |
| 爱奇艺 | 中国   | 2020年9月22日 | 每周二至五20:00點更新2集 | 會員搶先看6集 |
| 芒果TV | 中国   | 2020年9月22日 | 每周二至五20:00點更新2集 | 會員搶先看6集 |

## 劇情簡介
大楚皇后姚莫心在朝中被奸人所害，而一場雷雨閃電之後，她的魂魄卻到了妹妹姚莫婉體內，而姚莫婉此刻正在被敵人追殺，在危機時刻掉下懸崖失去了記憶。姚莫婉與大楚肅親王夜君清在一系列的陰差陽錯之下逐漸相愛，可就在兩人都想互表心意的當頭，姚莫婉知道了自己就是姚莫心的事實，也知道了自己曾經被仇人所暗害。為了報仇，姚莫心憑藉妹妹姚莫婉的身體，再次進入皇宮。初入皇宮之時，姚莫婉在幾個妃子之間找到了殺害姐姐莫心的仇人，並認識到了皇帝夜鴻弈的本質，狠下心來要替夜君清奪回江山。為了復仇，姚莫婉先後結識楚漠北、寒錦衣等痴情而又無所求的各色人物，欠下數不清的情債。姚莫婉終於實現自己的承諾，報了血海深仇，也還心愛之人夜君清錦繡河山。

## 演员列表

### 主要演员
| 演員   | 角色   | 介紹 |
| 陈哲远 | 夜君清 | 大楚攻無不克的戰神 肅親王→大楚皇帝 俊朗痴情的王爺，為至愛姚莫心，他主動放棄皇位，讓位於兄長夜鸿弈，後愛上姚莫婉。 |
| 李墨之 | 姚莫婉 | 姚莫心→姚府痴傻三小姐→大楚婉妃→大楚皇貴妃→大蜀太子妃→大楚皇后（夜君清） 姚莫心被殺後重生為姚莫婉，姚莫婉在和肅親王夜君清互生愛意，並且兩人都打算給對方表白時恢復記憶，并决定进宫报仇。夜鸿弈死后後，與夜君清生兒育女，過上幸福的生活。 |
| 张峻宁 | 夜鸿弈 | 大楚皇帝 洛濱之子 夜君清的兄長，姚莫心的前夫。 一生悲苦，以为执掌棋局，到了最后却满盘皆输，不悔归途哪怕无归路。多疑任性，为人不留半点余地，性格扭曲。                                                                                  |
| 程砚萩 | 姚莫心 | 姚府二小姐 大楚皇后 皇帝夜鴻弈的妻子，誤以為夜鴻弈救過自己而對其傾心，實際救她的人是夜君清。後因在朝中被奸人所毒害後魂魄進入了妹妹姚莫婉體內。                                                                                         |

### 其他演员
| 演員   | 角色   | 介紹 |
| 晏紫东 | 寒锦衣 | 萬皇城城主 賊王 天下賊匪之首 有著舉世無雙的財富，又擁有絕頂蓋世的武功，是世間所有女子最美好的嚮往，夜君清好友。 |
| 文力   | 奔雷   | 肅親王夜君清的得力助手                                                                                          |
| 张璇   | 姚素鸞 | 麗妃→麗貴妃→麗嬪 姚家大小姐 皇帝夜鴻奕的妃子。                                                                  |
| 宗峰岩 | 洛滨   | 將軍 夜鴻奕親生父親                                                                                             |
| 王劲松 | 晗昱   | |
| 张棪琰 | 莫離   | 姚家二夫人 姚莫心和姚莫婉的母親 被竇香蘭害死。                                                                  |
| 杨新鸣 | 姚震霆 | 姚相 姚莫心、姚莫婉和姚素鸞的父親。                                                                             |
| 张晨光 | 竇士明 | 姚素鸞的舅父 竇香蘭的兄長                                                                                       |
| 許榕真 | 竇香蘭 | 姚家大夫人 姚素鸞的母親                                                                                         |

## 电视剧歌曲
| 曲序 | 曲目             |        | 作曲   | 编曲   | 演唱           | 备注   |
| ---- | ---------------- | ------ | ------ | ------ | -------------- | ------ |
| 1.   | 春知（片头曲）   | 劉暢   | 譚旋   | 徐瑋濃 | 刘美麟         |        |
| 2.   | 叶倾君（片尾曲） | 劉暢   | 李香馨 | 陳沁揚 | 金润吉         |        |
| 3.   | 一諾（插曲）     | 段思思 | 譚旋   | 陳沁揚 | 晏紫东         |        |
| 4.   | 涅槃（插曲）     | 劉暢   | 單喻龍 | 單喻龍 | 陈哲远、李墨之 |        |
| 5.   | 星辰滿天（插曲） |        |        |        | 張璇           |        |
| 6.   | 叶倾君（推廣曲） | 劉暢   | 李香馨 | 陳沁揚 | 金润吉         | 吉他版 |

## 延伸作品

### 網絡電影
- 《凤唳九天之焰赤篇》 （页面存档备份，存于）於2020年10月5日愛奇藝首播。由陈伟栋、程硯萩和蒋一铭主演。